# Nerax haloesus
Nerax haloesus là một loài ruồi trong họ Asilidae. Nerax haloesus được Walker miêu tả năm 1849. Loài này phân bố ở vùng Tân nhiệt đới.